# Spirostachys venenifera
Spirostachys venenifera là một loài thực vật có hoa trong họ Đại kích. Loài này được (Pax) Pax miêu tả khoa học đầu tiên năm 1912.